# 村松志孝
村松 志孝 （むらまつ しこう、明治7年（1874年）6月14日 - 昭和49年（1974年）5月1日）は、山梨県出身の郷土史家。漢詩人。号は蘆洲。

## 略歴
山梨県八代郡市川大門村（現・山梨県西八代郡市川三郷町）に、父「与左衛門（基廣）」、母「はな」の長男として生まれる。出生地市川大門の私塾「修齊（しゅうせい）学舎」で岡部千仭に漢学を学び、「峡南英和学館」で町田柳塘から漢詩文を修めた。明治28年（1895年）に上京、二松学舎に入学し三島中洲に漢詩文を学び、明治33年（1900年）に帰郷後「南陽学舎」を設立し院長として私学経営を始めた。その後、明治42年（1909年）に再上京し東京の自宅を事務所とした「顕光閣」と称する出版社経営を始めている。
峡南英和学館時代の師である町田柳塘が明治43年（1910年）10月に『山縣大弐』、明治44年（1911年）12月に『武田信玄』を出版するにあたりその資料収集に奔走協力したこと。また、自身が経営する顕光閣から発刊されたことが、村松の郷土史研究を始める契機であったと云われる。
山縣大弐を祭神とする山縣神社創建にあたっては創建計画に深く関わるなど、山縣大弐の専門家の一人として関係著書を執筆しており、昭和3年（1928年）には私財を投じて山縣大弐の映画製作を行っている。また、柳宗悦が山梨県内で木喰仏に出会いその後の研究を進める中で、研究、調査に協力し、柳が発刊した雑誌『木喰上人之研究』に関わるとともに、同誌の発刊を目的として発足した「木喰五行研究会」の設立発起人の一人となっている。
昭和23年（1948年）には山梨郷土研究会の初代理事長（昭和23年（1948年） - 昭和32年（1957年））に、昭和41年（1966年）4月からは西八代郡、南巨摩郡、中巨摩郡南部の郷土研究家の先達により発足した峡南郷土研究会の初代会長を務めるなど、郷土研究の進展に尽力し、昭和29年（1954年）には山梨県文化功労者、昭和43年（1968年）には山梨県政功績者として表彰されている。

## 著作
- 『南陽雅言』私立南陽学院　明治34年(1901年)刊
- 『富国之基』倹徳社　明治37年(1904年)刊
- 『自治の鑑』孔桐書屋　明治38年(1905年)刊
- 『勤倹読本』金桜堂　明治43年(1910年)刊
- 『近世儒家人物誌』顕光閣　大正7年(1918年)刊
- 『柳荘余芳』顕光閣　昭和8年(1933年)刊
- 『山縣大弐先生の勤皇』山縣神社協賛会　昭和9年(1934年)刊
- 『甲斐から駿河へ』甲駿観光協会　昭和10年(1935年)刊
- 『甲斐路のあない』顕光閣　昭和11年(1936年)刊
- 『甲州叢話』顕光閣　昭和11年(1936年)刊
- 『小田切海洲先生略伝』海洲小田切謙明先生頌徳会　昭和11年(1936年)刊
- 『伊藤うた先生とその生涯』伊藤学園校友会　昭和13年(1938年)刊
- 『勤皇の先駆 山縣大弐』文昭社　昭和15年(1940年)刊
- 『ゆかりの鈴懸』鈴木栄造 昭和16年(1941年)刊
- 『武田家と入明寺』武田竜宝公遺蹟保存会 昭和18年(1943年)刊
- 『市川紙業史』昭和25年(1950年)刊

## 親族
- 長男: 村松定孝（上智大学教授、近代日本文学者）